# Sielkentjakkestugan

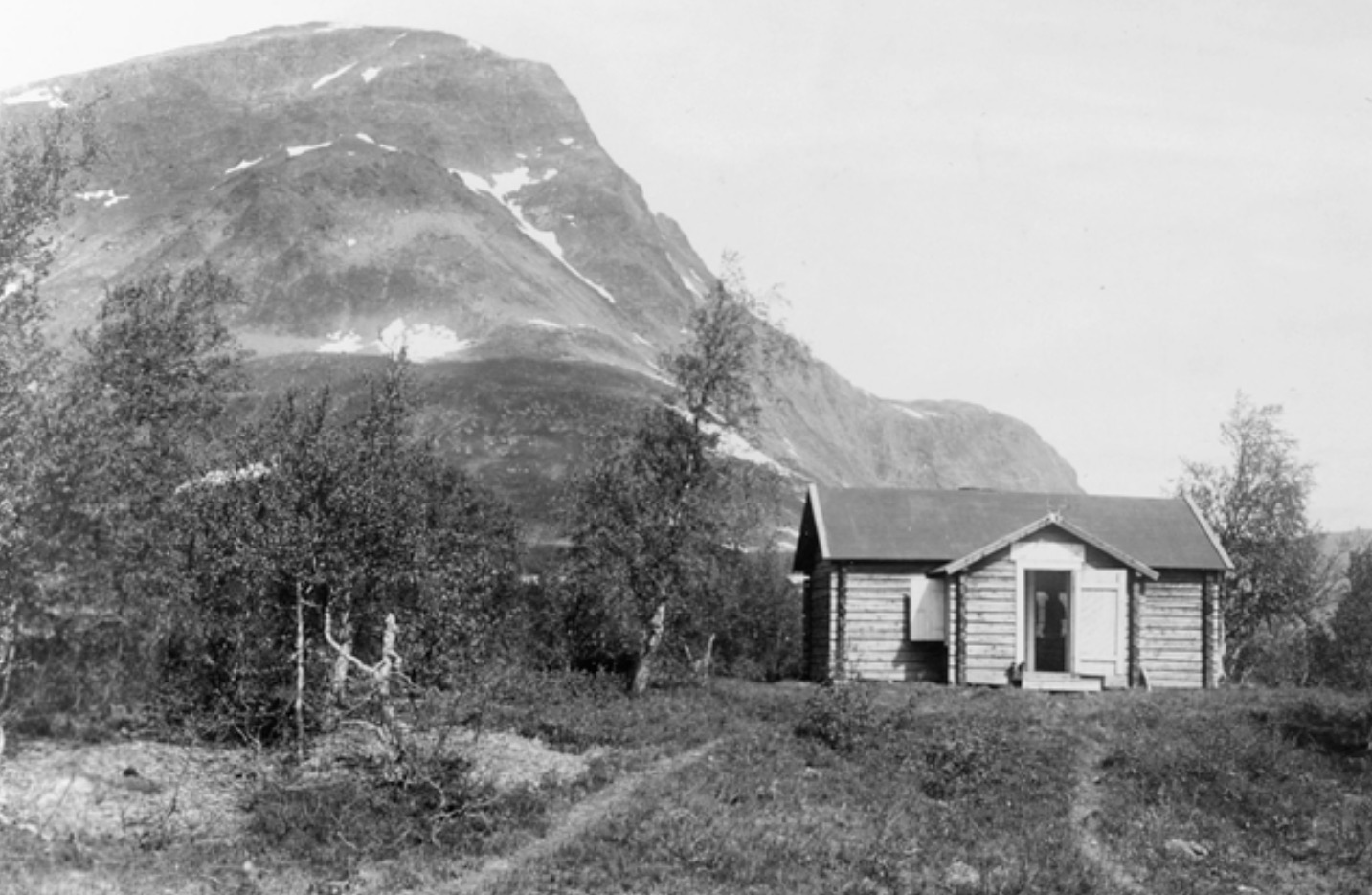
Sielkentjakkestugan med Sielkentjakke i bakgrunden, foto taget 1937

Sielkentjakkestugan är en fjällstuga i Frostvikens socken, Strömsunds kommun, Jämtlands län, nedanför fjället Sielkentjakke. Stugan har nödtelefon och är till för övernattning. Den ligger 620 meter över havet. 